# Insjön
Insjön, autrefois appelée Åhl, est une localité suédoise de la commune de Leksand dans le comté de Dalécarlie.
Insjön est connue pour être le berceau de deux sociétés de vente par correspondance qui se sont ensuite transformées en chaines de magasins : Åhléns, fondé en 1899 par Johan Petter Åhlén, et Clas Ohlson. Si Åhléns s'est réinstallé à Stockholm dès 1915, Clas Ohlson reste quant à lui le principal acteur de la vie économique locale.
La localité est traversée par la route nationale 70 et par la ligne de chemin de fer Uppsala-Mora (Dalabanan).